# Hedwig Ulrike Taube von Odenkat

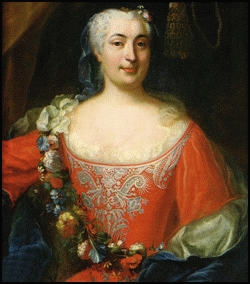
Hedwig Ulrike Taube von Odenkat (von Martin van Meytens)

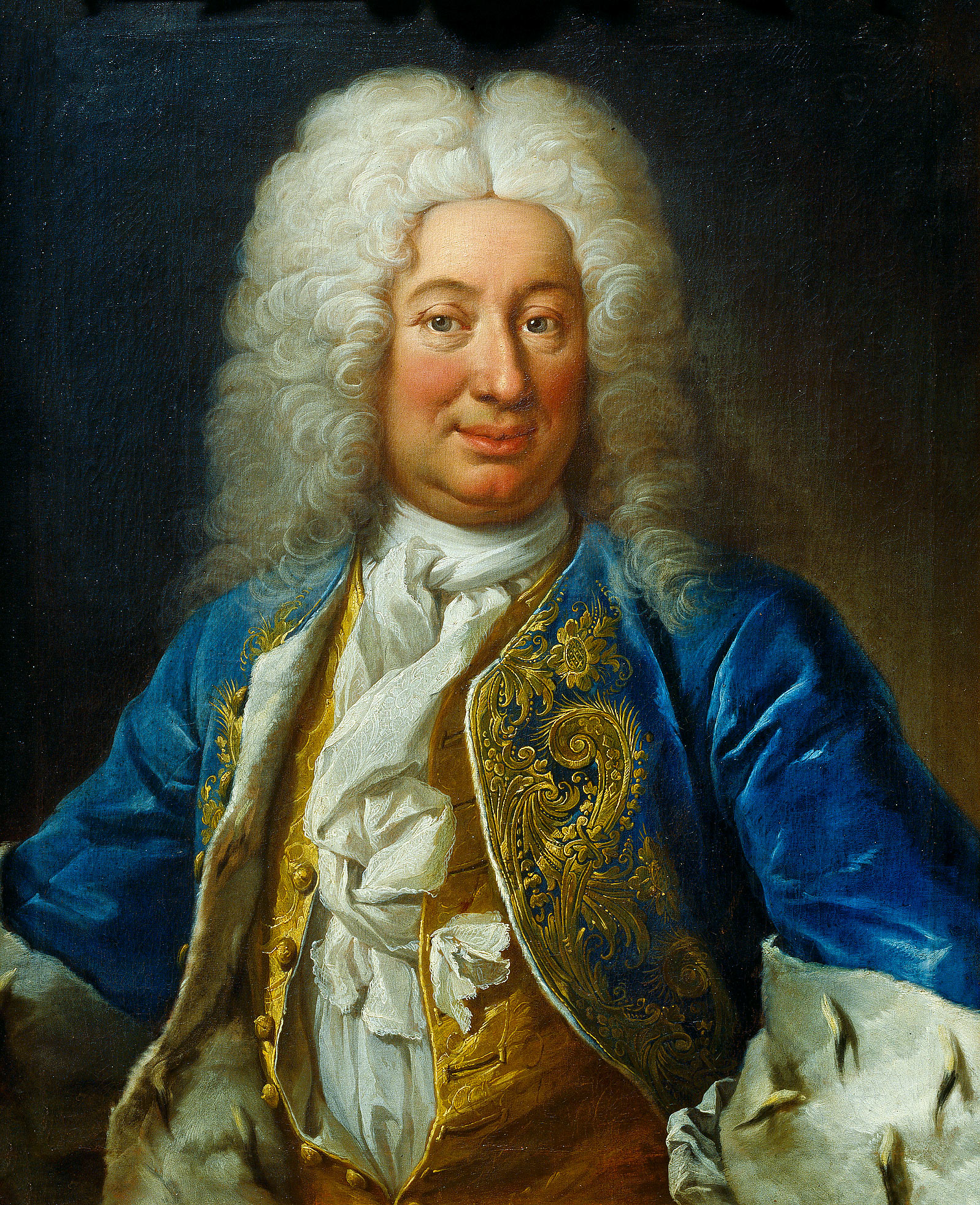
König Friedrich von Schweden – Landgraf von Hessen-Kassel

Hedwig Ulrike Gräfin Taube von Odenkat (schwedisch: Hedvig Ulrika Taube; * 31. Oktober 1714 in Stockholm; † 11. Februar 1744 in Stockholm) war die erste offizielle, vom schwedischen Königshof anerkannte Mätresse eines schwedischen Königs.

## Herkunft
Hedwig Ulrike war die Tochter des schwedischen Reichsadmirals und Geheimrats Eberhard Diedrich Graf Taube von Odenkat (1681–1751) und dessen Ehefrau Christina Maria Falkenberg (1685–1753). Sie hatte acht weitere Geschwister, zu ihnen gehörten ihre Brüder, der Admiral Diedrich Heinrich Graf Taube von Odenkat (1711–1781) und der Hofmarschall Arvid Gustaf Graf Taube von Odenkat (1729–1785) und ihrer Schwester Catharina Charlotta Taube von Odenkat, die für ihre Unterstützung der Pockenimpfung und für die Beendigung des letzten Hexenprozesses in ihrem Land bekannt wurde. Ihre Großneffen, die Enkel ihres Bruders Arvid, waren der Hofmarschall Gustaf Johann Graf Taube von Odenkat (1796–1872) und der Generalmajor Friedrich Wilhelm Graf Taube von Odenkat (1813–1888). Die deutsch-schwedisch-baltische Adelsfamilie „von Taube“ besaß in Schweden und in den baltischen Ländern ein hohes Ansehen und war eine einflussreiche Familie.

## Schwedens Königsfamilie

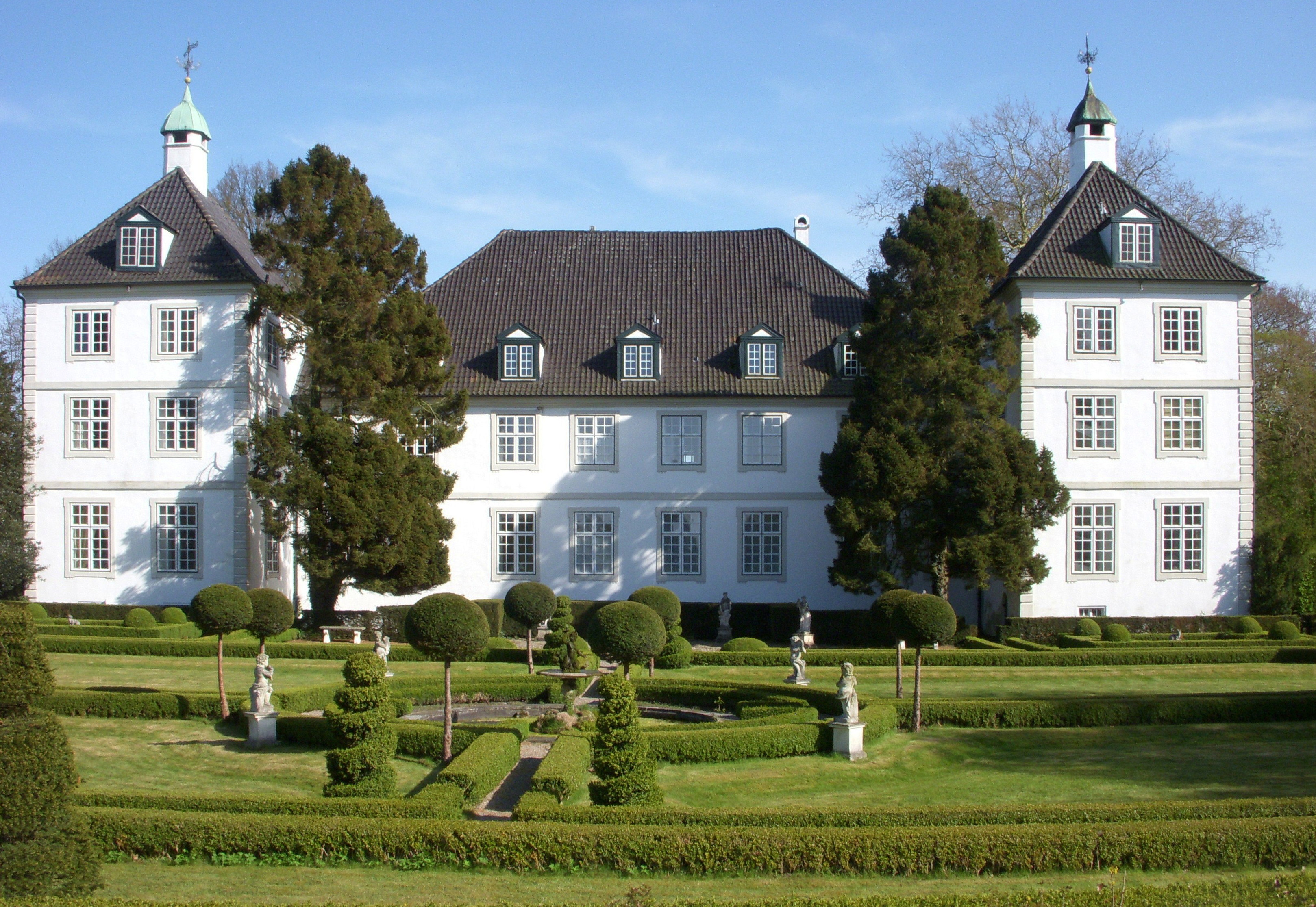
Herrenhaus auf Gut Panker

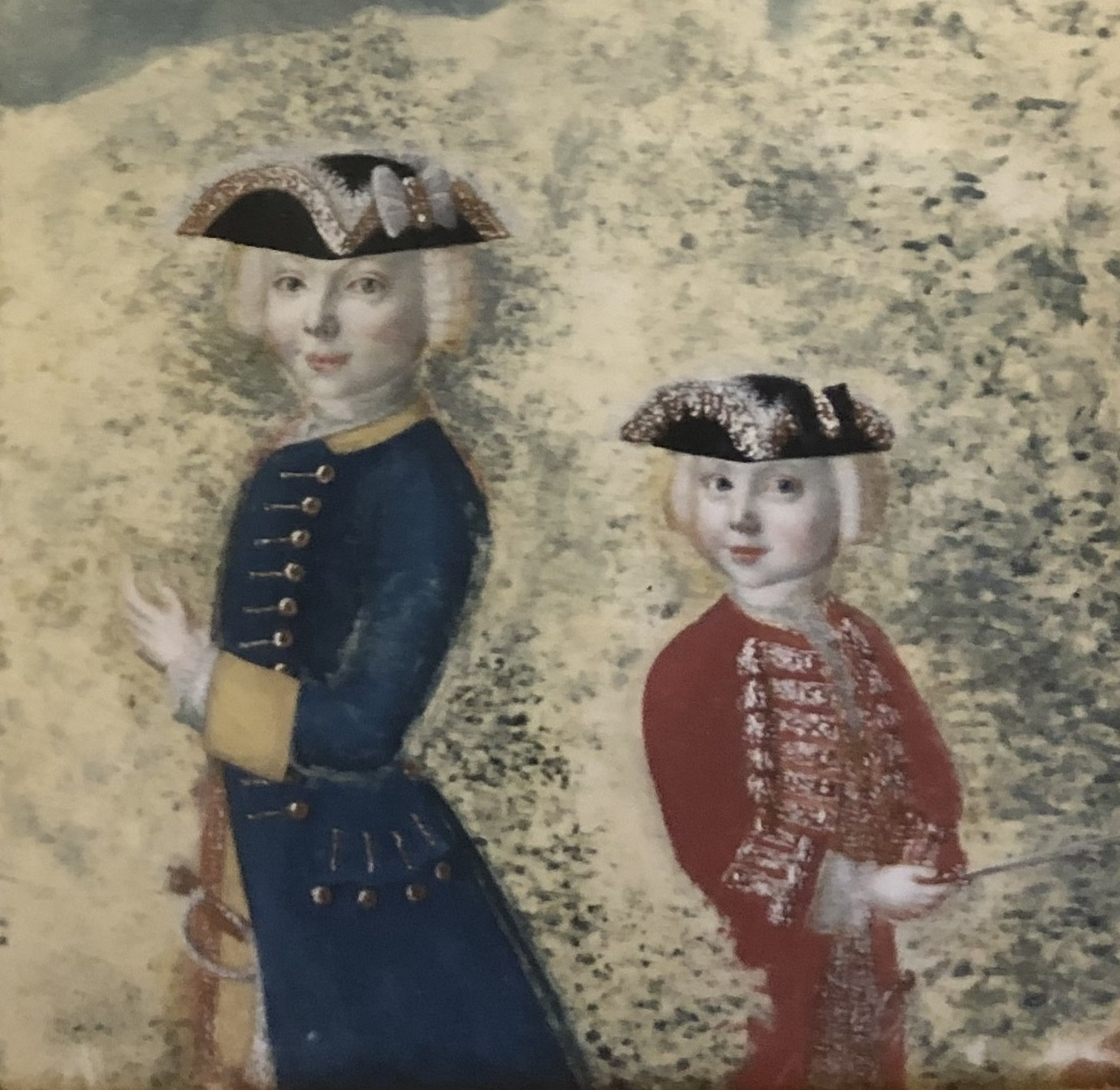
Friedrich Wilhelm & Karl Eduard, Grafen von Hessenstein

Nach dem Tode ihres Bruders Karl XII. (1682–1718) wurde Ulrike Eleonore (1688–1741) 1719 zur schwedischen Königin gewählt und gekrönt. Friedrich von Hessen-Kassel war seit 1700 in erster Ehe mit Luise Dorothea von Preußen (* 1680) verheiratet gewesen, die 1705 verstarb und eine Tochter des preußischen Königs Friedrich I. und Elisabeth Henriette von Hessen-Kassel war. 1715 heiratete er Ulrike Eleonora von Schweden. Im Jahre 1720 dankte sie zu Gunsten ihres Ehemannes ab, der als Friedrich I. (1676–1751) zum König von Schweden inthronisiert wurde. Beide Ehen blieben kinderlos und dem König wurden mehrere außereheliche Affären nachgesagt. Zu dieser Zeit hatte die Familie Taube bereits großen Einfluss am schwedischen Hofe und stellte hohe Militärs und Hofmarschälle im Dienst des Königs.

## Hedwig Ulrikes Leben
Die junge Hedwig Ulrike wurde im Alter von 17 Jahren in die höfische Gesellschaft eingeführt. Ihr Vater hatte die Familie durch Spekulationen und Glücksspiele fast in den wirtschaftlichen Ruin getrieben und erhoffte sich finanzielle Unterstützung. Ihren ersten Dienst versah sie als Kammerzofe bei Königin Ulrike Eleonore. Der König lernte das Mädchen bereits 1730 kennen und verliebte sich offenbar in sie. Die daraus entstandene Liaison wurde geheim gehalten, obwohl der Reichstag von dieser erneuten Affäre Kenntnis hatte. Nach einer gemeinsamen Reise mit dem König, der sie nach Hessen mitgenommen hatte, wurde sie 1731 Hofdame der Königin, die das Liebesverhältnis teilweise billigte. Nach drei Jahren wurde sie aus den Diensten der Königin entlassen und 1733 zum ersten Mal schwanger. Im Jahre 1734 wurde das Verhältnis zwischen dem König und Hedwig offiziell anerkannt, da die nächste Geburt anstand. Mit der Anerkennung als Geliebte des Königs veränderte sich auch ihre Stellung am Hofe; sie erhielt einen eigenen Wohnsitz, in dem sich das „Liebespaar“ aufhielt. Sie hielt eigene Empfänge ab und empfing regelmäßig ihren Geliebten. Zwischen 1738 und 1739 entwickelte sich die Beziehung zu einer Staatskrise und der Reichstag behandelte die Situation. 1739 bat der König den Reichstag um eine inoffizielle Reiseerlaubnis nach Hessen und es verbreitete sich das Gerücht, dass er mit Hedwig Taube nicht zurückkehren werde und Königin Eleonore die Regentschaft übernehmen werde. Beides trat nicht ein.
Im Sommer 1740 sollte Hedwig mit ihren Kindern nach Schleswig-Holstein auf das Gut Panker geschickt werden, und wieder verbreitete sich das Gerücht, dass ihr der König folgen werde. Hedwig weigerte sich zunächst, wurde aber schließlich durch den Chef des Hauses Hessen-Kassel davon überzeugt, auf das Gut zu kommen. Während des Aufenthaltes in Schleswig-Holstein kühlte sich die Beziehung zu König Friedrich deutlich ab. Dies lag zum einen daran, dass Königin Eleonora stark gegen diese Verbindung opponierte, zum anderen daran, dass sich die Schwedische Kirche nachdrücklich mit dem Ehebruch des Königs auseinandersetzte. Der König wurde unter Druck gesetzt, so dass er die Verbindung zu Hedwig lockerte. Erst nach dem Tod der Königin und der Auflösung des Parlaments im Jahre 1741 kehrte Hedwig nach Riddarholmen zurück. Eine Heirat mit dem König oder die Thronfolge ihres erstgeborenen Sohnes blieb ihr verwehrt. Stattdessen wurden ihre Söhne am 29. März 1742 in den schwedischen Grafenstand erhoben und im Ritterhaus eingeführt. Am 2. Februar 1743 erhielt Hedwig von Kaiser Karl VII. den Status einer deutschen Gräfin. Sie starb jedoch schon im folgenden Jahr aufgrund von Schwangerschafts-Komplikationen.

## Grafen von Hessenstein
Aus der unehelichen Verbindung mit König Friedrich gingen nachstehende Kinder hervor:
- Fredrika Vilhelmina, genannt Mamsell Ehrlich (* 1. März 1733 † Sommer 1734), posthum bekannt als Fredrika Vilhelmina von Hessenstein
- Friedrich Wilhelm (* 10. März 1735; † 27. Juli 1808), seit 1772 Reichsfürst von Hessenstein
- Karl Eduard (* 26. November 1737; † 17. April 1769), Graf von Hessenstein
- Hedvig Amalia (* 9. Dezember 1743; † 6. Mai 1752), Gräfin von Hessenstein

Bereits 1739 hatte König Friedrich, auf Betreiben Hedwigs, die Güter Panker und Klamp und 1741 die Güter Schmoel und Hohenfelde in Schleswig-Holstein erworben. Friedrich, der seit 1730 als Landgraf von Hessen-Kassel Reichsfürst im Heiligen Römischen Reich deutscher Nation war, hatte beim römisch-deutschen Kaiser die Erhebung seiner Geliebten und seiner mit ihr gezeugten Nachkommen zu Grafen von Hessenstein erwirkt. Gut Panker wurde der Wohnsitz des älteren Sohnes Friedrich Wilhelm, der nach dem Tod des jüngeren Bruders Karl Eduard († 1769) über alle vier Güter verfügte. Die Herrschaft Hessenstein entwickelte sich zum Zentrum des schleswig-holsteinischen Hochadels.